# 喜田剛
喜田 剛（きだ ごう、1979年10月25日 - ）は、福岡県福岡市出身の元プロ野球選手（内野手、右投左打）・元コーチ。愛称は「キダゴ」。
現在は株式会社ドームに勤務する会社員であり、また、YouTuberとしても活動している。妻は元モデルの喜田彩子。

## 経歴

### プロ入り前
高宮小3でボーイズリーグ平和台で投手として野球を始める。沖学園高等学校は外野手に転向し、通算32本塁打。福岡大学では捕手となり、1年秋の対北九州大戦で、代打で初打席初球を本塁打。相木崇とバッテリーを組んで大学選手権に出場した3年時には大学選抜の一員として中南米に遠征し、3試合で4番を打つ。4年秋に再び外野手に戻り、明治神宮大会で本塁打。大学通算9本塁打、ベストナイン捕手3回、打点王2回優秀選手、本塁打王各1回。父親は元大相撲力士。背筋200キロ超、握力70キロ。2001年のドラフト会議で、阪神タイガースが7巡目で指名し入団。背番号は22。阪神入団後に内野手へコンバートする。

### 阪神時代
2002年に行われた第14回アジア競技大会野球日本代表に参加し、チームの主軸として6試合で3本塁打を記録。チームの銅メダル獲得に貢献した。
2003年7月13日のフレッシュオールスターゲーム（札幌ドーム）で、一時は逆転となる3ラン本塁打を放ってMVP最有力となったが、その後に登板した三東洋が打たれて再逆転を許したため、優秀選手賞にとどまった。9月27日の対中日ドラゴンズ戦（阪神甲子園球場）では、大塚晶則から一軍初打席で初安打を放った。
2004年より背番号を55に変更。
2005年はウエスタン・リーグで打率.303・21本塁打・55打点・長打率.631と活躍したが、一軍には定着できなかった。2006年もウエスタン・リーグで打率.278・14本塁打・56打点・8盗塁を記録し、本塁打・打点・安打・得点はリーグ最多を記録した。シーズン終盤には一軍でプロ初打点も挙げるが定着することができなかった。千葉ロッテマリーンズと対戦した同年のファーム日本選手権では、桜井広大・藤原通とともに成瀬善久から三者連続本塁打を放った。
2007年5月21日に山田真介との交換トレードで広島東洋カープへ移籍。背番号は44となった。

### 広島時代
移籍後すぐに一軍へ上がり、5月22日の交流戦・対オリックス・バファローズ戦では7番・指名打者としてスタメン出場。広島での初打席をランス・カーターから安打で飾った。5月30日の対ロッテ戦（広島市民球場）では、清水直行からプロ初本塁打を放った。一時は打率3割を超えて右翼手のレギュラーに定着するように見えたが、8月後半から約1か月に渡って安打が全く出ず、打率を下げてしまった。阪神時代は5年間で8試合しか一軍出場がなかったが、この年だけで67試合に出場し、打率.247・3本塁打を記録した。2008年から登録名を姓と名の間を区切らない「喜田剛」に変更し、ユニフォームの背ネーム表記も「KIDA.GO」となった。
2010年5月17日に長谷川昌幸と共に、迎祐一郎との交換トレードでオリックスへ移籍（登録名と背ネームは広島時代と同じ）。背番号は40となった。

### オリックス時代
交流戦中は主に代打で起用され、同年6月7日の対広島戦では代打で安打を放ち、プロ野球新記録となる10人連続安打の一員となった。交流戦終了後に降格するが、9月29日の対ロッテ戦で再昇格・スタメン起用され、右翼フェンス直撃の適時二塁打を放った。その年のシーズンオフに再度トレード移籍するまでの在籍期間は205日であった（2005年以降トレード入団し再トレードされた事例の中では、在籍期間が最も短かった）。

### 横浜時代
2010年12月16日に寺原隼人・高宮和也との2対2の交換トレードで、山本省吾と共に横浜ベイスターズへ移籍、背番号は阪神時代以来の55、登録名は引き続き喜田剛となる。
2011年は一軍出場なしに終わり、10月9日に戦力外通告を受けた。12月2日に自由契約公示された。その後行われた12球団合同トライアウトを受験したが、結局獲得球団が現れなかったことを機に現役を引退した。

### 引退後
2012年、四国アイランドリーグplusの徳島インディゴソックスの打撃コーチに就任したが、前期が終了した6月30日をもって「家庭の事情による本人からの申し出」を理由に辞任した。徳島新聞によると、喜田は6月5日の練習の際に選手数人を「態度が悪い」として平手打ちで殴打、翌日に選手の親から球団に連絡があり、6月10日より謹慎の処分を受けた後に引責辞任したとされている。暴力を受けた選手の一人は6月15日付で退団した。
その後は妻から「1年以内に仕事が見つからなかったら離婚しましょう」と告げられ、業種を問わず就職活動を行った結果、スポーツ用品・アンダーアーマーの販売代理店である株式会社ドームに就職。現在はマーケティング部で野球全般の責任者を務める。
2020年1月からはYouTubeチャンネル「キダゴch」を開設し、YouTuber活動も開始。チャンネルでは柳田悠岐や今宮健太らアンダーアーマー契約選手に話を聞いたり、野球道具の紹介、バッティング理論の解説、現役時代の裏話など、週に3本のペースで野球に関する動画を投稿している。ほか、YouTube以外にInstagram、Twitter、Facebook、TikTok、note、FOLLOW MEなど各種SNSを仕事で駆使している。

## 選手としての特徴・人物
パンチ力を武器に阪神時代は二軍で2年連続の本塁打と打点の二冠王を獲得している。
阪神時代の2006年、二軍の対広島戦（広島市民球場）で、一塁を守る喜田に「キダー！キダー！」と呼ぶ声が。声の主は当時広島一軍監督のマーティ・ブラウンであり、「『キダ、広島に来い』ってカタコトの日本語で僕を手招きしているんです。その時は、いったいこの人、何を言ってるんだろうと思いましたけど」と振り返っている。翌年に広島移籍が決まり、ブラウンからは「楽しんでやりなさい。失敗しても切り替えてやれば大丈夫」と声を掛けられ、「阪神時代は毎日毎日怒られてばかり。4打数4安打を打っても怒られてましたから。このひと言で、すごく気持ちが楽になりました」と振り返っている。

## 詳細情報

### 年度別打撃成績
| 年 度     | 球 団      | 試 合 | 打 席 | 打 数 | 得 点 | 安 打 | 二 塁 打 | 三 塁 打 | 本 塁 打 | 塁 打 | 打 点 | 盗 塁 | 盗 塁 死 | 犠 打 | 犠 飛 | 四 球 | 敬 遠 | 死 球 | 三 振 | 併 殺 打 | 打 率 | 出 塁 率 | 長 打 率 | O P S |
| --------- | ---------- | ----- | ----- | ----- | ----- | ----- | -------- | -------- | -------- | ----- | ----- | ----- | -------- | ----- | ----- | ----- | ----- | ----- | ----- | -------- | ----- | -------- | -------- | ----- |
| 2003      | 阪神       | 1     | 1     | 1     | 0     | 1     | 0        | 0        | 0        | 1     | 0     | 0     | 0        | 0     | 0     | 0     | 0     | 0     | 0     | 0        | 1.000 | 1.000    | 1.000    | 2.000 |
| 2004      | 阪神       | 2     | 2     | 2     | 0     | 0     | 0        | 0        | 0        | 0     | 0     | 0     | 0        | 0     | 0     | 0     | 0     | 0     | 2     | 0        | .000  | .000     | .000     | .000  |
| 2005      | 阪神       | 3     | 8     | 8     | 1     | 2     | 0        | 0        | 0        | 2     | 0     | 0     | 0        | 0     | 0     | 0     | 0     | 0     | 1     | 0        | .250  | .250     | .250     | .500  |
| 2006      | 阪神       | 2     | 5     | 5     | 0     | 3     | 2        | 0        | 0        | 5     | 1     | 0     | 0        | 0     | 0     | 0     | 0     | 0     | 1     | 0        | .600  | .600     | 1.000    | 1.600 |
| 2007      | 広島       | 67    | 167   | 150   | 13    | 37    | 11       | 0        | 3        | 57    | 12    | 1     | 1        | 1     | 0     | 15    | 0     | 1     | 35    | 3        | .247  | .319     | .380     | .699  |
| 2008      | 広島       | 66    | 100   | 92    | 11    | 22    | 2        | 1        | 4        | 38    | 11    | 0     | 0        | 0     | 0     | 6     | 0     | 2     | 22    | 3        | .239  | .300     | .413     | .659  |
| 2009      | 広島       | 78    | 134   | 126   | 8     | 32    | 12       | 0        | 2        | 50    | 20    | 0     | 1        | 0     | 0     | 6     | 0     | 2     | 30    | 0        | .254  | .299     | .397     | .695  |
| 2010      | 広島       | 10    | 10    | 8     | 1     | 1     | 0        | 0        | 0        | 1     | 0     | 0     | 0        | 0     | 0     | 2     | 0     | 0     | 4     | 0        | .125  | .300     | .125     | .425  |
| 2010      | オリックス | 10    | 17    | 17    | 1     | 4     | 2        | 0        | 0        | 6     | 2     | 0     | 0        | 0     | 0     | 0     | 0     | 0     | 5     | 0        | .235  | .235     | .353     | .588  |
| '10計     | オリックス | 20    | 27    | 25    | 2     | 5     | 2        | 0        | 0        | 7     | 2     | 0     | 0        | 0     | 0     | 2     | 0     | 0     | 9     | 0        | .200  | .259     | .280     | .539  |
| 通算：8年 | 通算：8年  | 239   | 444   | 409   | 35    | 102   | 29       | 1        | 9        | 160   | 46    | 1     | 2        | 1     | 0     | 29    | 0     | 5     | 100   | 6        | .249  | .307     | .391     | .698  |

### 記録
- 初出場：2003年9月27日、対中日ドラゴンズ28回戦（阪神甲子園球場）、11回裏に沖原佳典の代打で出場
- 初打席・初安打：同上、11回裏に大塚晶則から右前安打
- 初先発出場：2006年10月14日、対広島東洋カープ22回戦（広島市民球場）、6番・一塁手で先発出場
- 初打点：同上、1回表に大竹寛から右翼線適時二塁打
- 初盗塁：2007年5月23日、対オリックス・バファローズ2回戦（京セラドーム大阪）、8回表に二盗（投手：金子千尋、捕手：的山哲也）
- 初本塁打：2007年5月30日、対千葉ロッテマリーンズ1回戦（広島市民球場）、4回裏に清水直行から右越ソロ

### 背番号
- 22 （2002年 - 2003年）
- 55 （2004年 - 2007年途中、2011年 - 2012年）
- 44 （2007年途中 - 2010年途中）
- 40 （2010年途中 - 同年終了）

### 登録名
- 喜田 剛 （2002年 - 2007年、2011年 - 2012年）
- 喜田剛 （2008年 - 2010年）

## テレビ出演
- 壮絶人生ドキュメント プロ野球選手の妻たち（TBS、2017年7月17日）
- ヒルナンデス!（日本テレビ、2022年1月17日）